# Карапеле
Карапѐле (на италиански: Carapelle, на местен диалект Cherapèlle, Керапеле) е градче и община в Южна Италия, провинция Фоджа, регион Пулия. Разположен е на 62 m надморска височина. Населението на общината е 6575 души (към 2010 г.).